# Salem (hameau, New York)
Pour les articles homonymes, voir Salem.
Salem est une census-designated place du comté de Washington, dans l'État de New York, aux États-Unis,. En 2020, elle compte une population de 811 habitants.